# Serhij Polityło
Serhij Ołehowycz Polityło, ukr. Сергій Олегович Політило (ur. 9 stycznia 1989 roku w Nowowołyńsku) – ukraiński piłkarz, grający na pozycji pomocnika.

## Kariera piłkarska

### Kariera klubowa
Wychowanek RUFK Kijów, barwy którego bronił w juniorskich mistrzostwach Ukrainy (DJuFL). W listopadzie 2006 rozpoczął karierę piłkarską w drużynie rezerw Czornomorca Odessa. 26 sierpnia 2007 debiutował w Wyższej Lidze w meczu z Worskłą Połtawa (1:0). We wrześniu 2008 został wypożyczony do końca roku do Dnistra Owidiopol. 21 lutego 2011 roku z inicjatywy piłkarza jego kontrakt z Czornomorcem został anulowany, ale już 26 lutego powrócił do Czornomorca, w którym jego ponownie przyjęły kierownictwo i koledzy z drużyny. 1 lipca 2013 roku przeszedł do Dnipra Dniepropetrowsk. 26 lutego 2015 został wypożyczony do Wołyni Łuck. 12 stycznia 2017 po wygaśnięciu kontraktu opuścił dniprowski klub. 12 lutego 2017 zasilił skład kazachskiego Okżetpesu Kokczetaw. 31 maja 2017 za obopólną zgodą kontrakt anulowano, po czym wrócił do Czornomorca Odessa. 22 stycznia 2018 wyjechał do Turcji, gdzie został piłkarzem klubu Adana Demirspor. 11 września 2018 przeszedł do Olimpiku Donieck.

### Kariera reprezentacyjna
Występował w juniorskich reprezentacjach U-17 i U-19.

## Sukcesy i odznaczenia

### Sukcesy klubowe
- brązowy medalista Mistrzostw Ukrainy spośród drużyn rezerwowych: 2007
- wicemistrz Pierwszej Lihi Ukrainy: 2011